# Helvetia albovittata
Helvetia albovittata är en spindelart som beskrevs av Simon 1901. Helvetia albovittata ingår i släktet Helvetia och familjen hoppspindlar. Inga underarter finns listade i Catalogue of Life.